# Reggie Fils-Aimé
Reginald « Reggie » Fils-Aimé, né le 25 mars 1961 à New York, est un chef d'entreprise américain. De 2006 à 2019, il est directeur de Nintendo of America, branche américaine de l'entreprise de jeu vidéo japonaise et COO "directeur de l'exploitation". 

## Biographie
Reginald Fils-Aimé naît dans l'arrondissement new yorkais du Bronx. Ses parents sont haïtiens, installés aux États-Unis depuis les années 1950. Il étudie à l'université Cornell,.
Il travaille pour VH1, l'une des chaînes musicales du groupe MTV, ainsi que pour Procter & Gamble, Panda Express, Pizza Hut, Guinness Import Company, Derby Cycle Corp. et enfin Nintendo of America. L’audience de VH1 a grimpé de 30 % durant son activité. Il a aussi organisé le concert en hommage aux victimes des attentats du 11 septembre 2001, permettant de rassembler 36 millions de dollars.
En décembre 2003, il rejoint Nintendo of America. Il devient « Executive Vice President, Sales and Marketing » et supervise les activités de vente et de marketing de la firme aux États-Unis, au Canada et en Amérique Latine.
En mai 2004, il anime la célèbre conférence pré-E3 et prononce la phrase qui le fait connaître du public : « My name is Reggie. I'm about kickin' ass, I'm about takin' names, and we're about makin' games. » (« Je m'appelle Reggie, je vais botter des culs, je vais prendre des noms et on va créer des jeux. »),,.
En mai 2006, Reggie Fils-Aimé est promu « President and Chief Operating Officer ». Une promotion extrêmement rapide qui fait de lui le premier président américain de Nintendo of America.
En juillet 2007, il présente à l'E3 les nouveaux produits pour la console de jeux Wii tel que Wii Fit, le Wii Zapper et le Wii Wheel.
En juin 2014, il présente une deuxième fois l'E3 avec le Digital Event, Satoru Iwata étant absent à cause de ses problèmes de santé.
En février 2019, après 15 ans au sein de Nintendo of America, il annonce mettre fin à ses fonctions pour se consacrer à sa famille à partir du 15 avril 2019 et laisse place le 16 avril 2019 à Doug Bowser, le nouveau président de Nintendo Of America. 

## Récompenses
En 1998, alors qu'il est employé par Guinness import co., Reggie Fils-Aimé est nommé dans la liste Marketing 100 établie par le magazine Advertising Age.